# Омоформ
Омоформ или морфологичен омоним е дума, при която съвпадат по звучене или по изписване само една или няколко форми на думата с друга дума.
Например:
- гради (3 л. сег. време) от градя
- гради (пов. накл.)
- гради (2, 3 л. мин.св. време) от градих.